# Christian Ludvig von Plessen
Christian Ludvig von Plessen (ur. 10 grudnia 1676 w Schwerin, zm. 30 sierpnia 1752 w Kopenhadze) – duński polityk. Pełnił ważne funkcje państwowe za panowania króla Chrystiana VI. Jego ojcem był minister Christian Siegfried von Plessen, młodszym bratem zaś inny polityk Carl Adolph von Plessen (1678-1758).
Od 1725 roku zasiadłą w radzie stanu, a od 1730 roku był ministrem finansów, jednak nie wykazał się na tym polu szczególnymi sukcesami. Podobnie jak jego brat,  Carl Adolf,  był zaangażowany w handel kolonialny.
Odznaczony Orderem Słonia (1727), Orderem Danebroga (1713), Orderem Wierności (1732).